# Johannes VII. Kaspar Pflüger
Johannes VII. Kaspar Pflüger (* 4. Januar 1620 in Koblenz; † 21. August 1688 in Marienstatt) war ein deutscher römisch-katholischer Geistlicher und der 39. Abt der Abtei Marienstatt. Sein Abbatiat dauerte von 1658 bis 1688.

## Leben und Wirken
Johannes Kaspar Pflüger stammt aus einer reichen Koblenzer Familie. Er legte seine Profess im Kloster Heisterbach, dem Mutterkloster Marienstatts, ab. Pflüger war von 1650 bis 1658 als Pfarrer in Höhn tätig, auch ist belegt, dass er in der Gemeinde Kirburg seinen Dienst tat. Seine Abtwahl fand am 12. August 1658 statt – am gleichen Tag hatte sein Vorgänger Johannes VI. Wittig resigniert. Im Juni 1659 wurde er benediziert. 
Mit der Wahl Pflügers zum Abt erhielt Marienstatt die Pontifikalien der in der Reformation 1543 aufgegebenen Zisterze Michaelstein im Harz. Damit war Pflüger der erste Abt Marienstatts, der mit Mitra und Abtstab infuliert war. Auch war er der erste Abt mit eigenem Wappen. 
Bedeutend für Marienstatt war, dass in der nachreformatorischen Zeit mit Graf Saltentin Ernst von Sayn-Hachenburg die Grafschaft Hachenburg-Sayn wieder eine katholische Regierung hatte. Er erlaubte die freie Religionsausübung, und 1665 gestattete er einen ersten öffentlichen katholischen Gottesdienst in Marienstatt. Der Graf setzte sich zudem sehr für Marienstatt ein, als 1670 Jesuiten die Abtei übernehmen wollten. Abt Johannes VII. bemühte sich vorsichtig um eine Rekatholisierung der Region um Hachenburg, er setzte mit Erlaubnis des Grafen zwei Religiosen Marienstatts für Predigten und Beichten in der Grafschaft ein. 
Dennoch war das Verhältnis zwischen Abt und Graf von Konflikten geprägt: Der Graf wollte seinen Herrschaftsanspruch über die Abtei geltend machen, verbot 1688 so den Mönchen außerhalb des Klostertals Taufen durchzuführen. Andere Sakramente durften die Marienstatter nur mit Erlaubnis des Grafen spenden.
Die Grafschaft Sayn war durch Erbe geteilt, und auch mit der Sayn-Altenkirchener Gräfin Johannetta gab es für den Abt Probleme: Sie lehnte 1671 die Einhaltung des Rezess’ von 1582 ab und bestand auf ihre Rechte am Kirchspiel Kirburg. Sie verlangte, dass die Abtei den Regelungen des Westfälischen Friedes – die sie bevorteilten – einhielt. Die Streitigkeiten eskalierten, so dass die Abtei im Jahre 1688 den Reichshofrat anrief. 
Unter Abt Johannes erholte sich das Kloster vom Dreißigjährigen Krieg, die Zahl der Mönche war stabil.
Am 21. August 1688 verstarb Abt Johannes, sein Grab befindet sich im Kapitelsaal der Abtei.